# 神林恒道
神林 恒道（かんばやし つねみち、1938年4月19日 - ）は、日本の美学者。大阪大学名誉教授。元美学会会長。専門はドイツ・ロマン主義、近代日本の芸術。日本美術教育学会会長。新潟市會津八一記念館館長。日本フェノロサ学会会長。

## 略歴
新潟県出身。新潟県立新潟高等学校、京都大学文学部卒業。1967年同大学院美学専攻博士課程中退。1996年「シェリングとその時代―ロマン主義美学の研究」で文学博士（大阪大学）。帝塚山学院大学助教授、1974年大阪大学文学部助教授、89年教授。2002年定年退官、名誉教授、立命館大学先端総合学術研究科教授。2009年退職。

## 著書
- 『芸術現代論 モダンからポスト・モダンヘ』昭和堂 1991年
- 『シェリングとその時代 ロマン主義美学の研究』行路社 1996年
- 『美学事始 芸術学の日本近代』勁草書房 2002年
  - 改題『近代日本「美学」の誕生』講談社学術文庫 2006年
- 『美学つれづれぐさ』新潟日報事業社 2009年4月
- 『にいがた文化の記憶』新潟日報事業社 2010年9月

### 共編著
- 『現代芸術のトポロジー』勁草書房 1987年
- 『西洋の美術 新しい視座から』潮江宏三共編、昭和堂 1989年
- 『ドイツ・ロマン主義の世界 フリードリヒからヴァーグナーへ』法律文化社 1990年
- 『日本の美のかたち』世界思想社 1991年
- 『芸術の射程』（叢書ドイツ観念論との対話 ミネルヴァ書房 1993年
- 『ドイツ表現主義の世界 美術と音楽をめぐって』法律文化社 1995年
- 『芸術の楽しみ やさしい芸術学』原田平作共編、晃洋書房 1996年
- 『芸術における近代』太田喬夫共編、ミネルヴァ書房 1999年
- 『日本の芸術論 伝統と近代』ミネルヴァ書房 2000年
- 『美術史をつくった女性たち モダニズムの歩みのなかで』仲間裕子共編著、勁草書房 2003年
- 『京の美学者たち』晃洋書房 2006年
- 『西洋美術101 鑑賞ガイドブック』新関伸也共編著、三元社 2008年
- 『日本美術101 鑑賞ガイドブック』新関伸也共編著、三元社 2008年
- 『東アジアにおける〈書の美学〉の伝統と変容』萱のり子・角田勝久共編、三元社 2016年

### 翻訳
- ヘルバート・フォン・アイネム『ドイツ近代絵画史 古典主義からロマン主義へ』武藤三千夫共訳、岩崎美術社 1985年
- ロバート・ローゼンブラム『近代絵画と北方ロマン主義の伝統 フリードリヒからロスコへ』出川哲朗共訳、岩崎美術社 1988年
- ウード・クルターマン『芸術論の歴史』太田喬夫共訳、勁草書房 1993年
- ヴェルナー・ブッシュ『ライト〈空気ポンプの実験〉 科学と宗教の神聖同盟』三元社 1994年
- アルマン・ニヴェル『啓蒙主義の美学 ミメーシスからポイエーシスへ』晃洋書房 2004年
- 『ドイツ・ロマン派風景画論 新しい風景画への模索』仲間裕子共編訳、三元社 2006年
- 金英那『韓国近代美術の百年』監訳、三元社 2011年
- ヨスト・ヘルマント『メンツェル《サンスーシのフルート・コンサート》 美術に見る歴史問題』三浦信一郎共訳、三元社、作品とコンテクスト 2014年
- ディーター・イェーニッヒ『芸術は世界といかに関わるか シェリング、ニーチェ、カントの美学から』三元社 2018年

### 記念論集
- 『美と芸術のシュンポシオン―神林恒道教授退官記念論集―』勁草書房 2002年